# Tesalia
Tesalia è un comune della Colombia facente parte del dipartimento di Huila.
Il centro abitato venne fondato da José Antonio de Andrade nel 1600.